# Aillon-le-Jeune
Aillon-le-Jeune är en kommun i departementet Savoie i regionen Auvergne-Rhône-Alpes i sydöstra Frankrike. Kommunen ligger i kantonen Le Châtelard som tillhör arrondissementet Chambéry. År 2022 hade Aillon-le-Jeune 429 invånare.

## Befolkningsutveckling
Antalet invånare i kommunen Aillon-le-Jeune
| Referens: INSEE |